# Leiosalpinx australis
Leiosalpinx australis is een mosdiertjessoort uit de familie van de Leiosalpingidae. De wetenschappelijke naam van de soort is voor het eerst geldig gepubliceerd in 1884 door George Busk.